# 道の駅村田
道の駅村田（みちのえき むらた）は、宮城県柴田郡村田町にある宮城県道14号亘理大河原川崎線の道の駅である。公式には鉤括弧を含む道の駅「村田」表記を使用する事も。愛称は「歴史と蔵とふれあいの里」。

## 歴史
- 2010年（平成22年）4月10日 - 村田町物産交流センターが道の駅村田として登録される。
- 2016年（平成28年）12月 - 電気自動車急速充電器を設置。
- 2017年（平成29年）12月26日 - 第二駐車場との連絡橋（歩道橋）が完成し、開通[1]。

## 施設
- 駐車場
  - 普通車：50台
  - 大型車：5台
  - 身障者用：4台
- トイレ
  - 身障者用：2器（1器）

※（）内は、24時間利用可能
- 公衆電話：1台
- 農産物直売所（9:00 - 17:00）
- 蔵の町レストラン城山（11:00 - 17:00）
- 道路情報コーナー

## 休館日
- 12月31日 - 1月2日
- 月曜日（月曜日が祝日の場合は火曜日）

## アクセス
- 宮城県道14号亘理大河原川崎線 - 登録路線
  - 宮城県道25号岩沼蔵王線
  - 宮城県道31号仙台村田線
- 東北自動車道 村田インターチェンジすぐ

2018年10月 - 2020年3月の一時期間、タケヤ交通 みやぎ蔵王 三源郷エアポートライナー の 道の駅村田 第二駐車場 バス停が設置されていた。現在は廃止されている。

## 周辺
- 村田町役場
- 宮城県村田高等学校
- 村田町立第一小学校
- 村田町役場町民体育館
- 村田町歴史みらい館
- サテライト宮城（競輪場外発売場）